# مستحرة مكورة كوداكارية
مستحرة مكورة كوداكارية (الاسم العلمي:Thermococcus kodakarensis) هي نوع من العتائق تتبع جنس المستحرة المكورة من فصيلة المستحرات المكورة.